# Auguste Baarendse
Auguste Baarendse (ur. 15 września 1931 w Antwerpii) – belgijski zapaśnik walczący w stylu wolnym. Olimpijczyk z Helsinek 1952, gdzie zajął dziesiąte miejsce w kategorii ponad 87 kg.

## Letnie Igrzyska Olimpijskie 1952
| Konkurencja       | Rundy eliminacyjne    | Rundy eliminacyjne       | Klas. końcowa |
| Konkurencja       | Przeciwnik I          | Przeciwnik II            | Miejsce       |
| ----------------- | --------------------- | ------------------------ | ------------- |
| +87 kg styl wolny | Natale Vecchi (ITA) P | William Kerslake (USA) P | 10.           |